# Ava (Einheit)
Ava war ein spanisches Längenmaß. Die Gültigkeit beschränkte sich auf die Provinz Cádiz.
- 1 Ava = 0,052244 Meter

Die Maßkette war
- 1 Codo/Elle = 2 Palmos (groß) = 4 Octavos = 8 Avas = 188 Pariser Linien = 0,4179535 Meter[1]